# Collection Soleil (Gallimard)

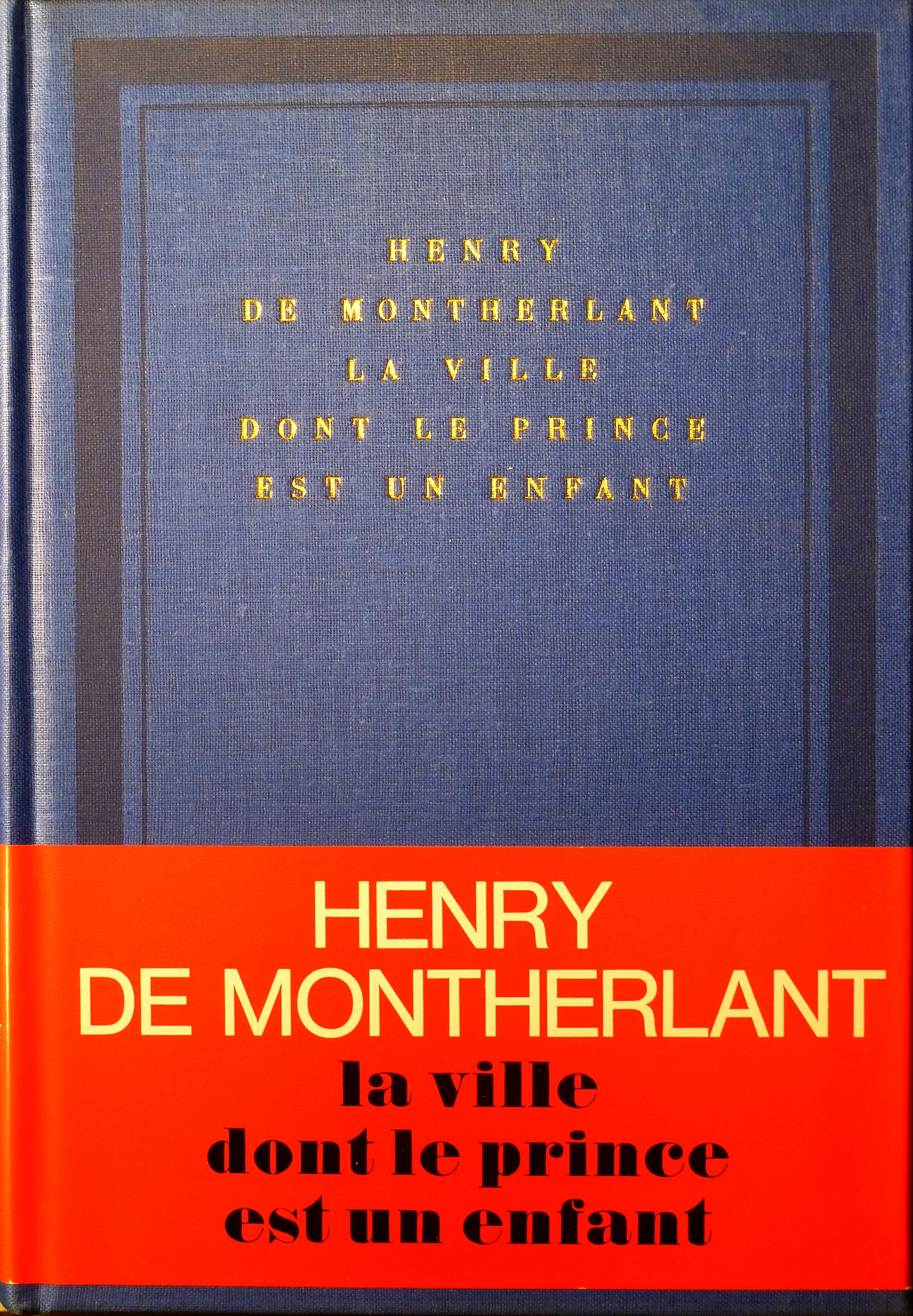
La Ville dont le prince est un enfant, no 133 dans la collection, ré-impression de 1972.

La Collection Soleil est une collection des éditions Gallimard initiée en 1957 et destinée à republier dans une série semi-luxueuse des auteurs déjà publiés dans la collection Blanche ou la collection Du monde entier du même éditeur.

## Présentation de la collection
Les titres sont présentés dans une reliure rigide toilée de couleur unie, jouant sur le spectre (cyan, magenta, jaune, orange, vert, etc.), titrée en lettres d'or sur le plat et au dos, sous une jaquette en Rhodoïd et un bandeau. Le format in octavo est le même que celui de la collection Blanche mais la typographie est plus soignée et le papier de meilleure qualité, il n'y a pas d'illustrations. Les volumes sont numérotés dans un tirage variable entre 1500 et 5000 exemplaires suivant le nombre de réimpressions.
La maquette est une création de Robert Massin.

## Historique et auteurs
La collection est créée en 1957, dans le but d'offrir aux amateurs une publication régulière des grands auteurs dans une édition plus luxueuse et se termine en 1979 totalisant 343 titres. La majeure partie des auteurs sont français (71 auteurs français pour 17 étrangers, 288 titres en français contre 45 traductions.).

## Repères
- Le premier titre est L'Exil et le Royaume d'Albert Camus.
- L'auteur le plus représenté est Henry de Montherlant avec 23 titres.
- Le plus fort tirage serait L'Étranger d'Albert Camus avec environ 24 000 exemplaires.
- Le dernier titre, Les Clowns Lyriques de Romain Gary a été tiré à environ 1 100 exemplaires.
- Le total du tirage de la collection avoisine les 3 millions d'exemplaires vendus[5].